# Шаминка
Ша́минка — хутор в Семикаракорском районе Ростовской области.
Входит в состав Топилинского сельского поселения.

## География
Хутор расположен на реке Сал.

### Улицы
- Виноградная ул.
- Молодёжная ул.
- Набережная ул.
- Ромашенко ул.
- Степная ул.
- Москаленко пер.
- Школьный пер.

## История
С 1792 года на картах казачьего Дона значится как хутор Червленовский. А несколько ниже по течению реки Сал, примерно в то же время, возник ещё один Червленов поселок, принадлежащий сотнику Страхову (позже хутор Страхов, станица Страховская). Чтобы не путать, решено было называть их в зависимости от расположения — Верхне и Нижне Червленовскими (Червленными). По архивным документам известно, что в 1811 году майор Шамшев получил разрешение на пользование войсковыми землями у хутора Верхне-Червленовского, при реке Сал. С тех пор к названию хутора Верхне Червленный (или Червленовский) неизменно прибавляется «он же Шамшев». Фамилия нового хозяина постепенно переходит на населенный пункт, а с производством в генералы, в документах того времени, все чаще фигурирует хутор «Шамшев, бывший Верхне Червленный», а то и просто «хутор Шамшев». Со временем Шамшев переиначили в Шамин. К концу XIX века, в документах войска донского значится уже как станица Шаминская.
Во время Великой Отечественной войны хутор был оккупирован немцами. 7 января 1943 года освобождён советскими войсками.
Интересный случай связан с командующим немецкими войсками. Из за особенности реки Сал в районе Шаминки, Страхова, Топилина, солдатам вермахта пришлось несколько раз переправляться через реку. Перед очередным форсированием реки командующий спросил «Через какую реку нам опять переправляться?» и получив, уже в который раз, ответ что это Сал, немецкий офицер пришел в ярость и пообещал засыпать эту реку, после победы. Как известно этим планам так и не удалось осуществиться.

## Население
| 2010 |
| ---- |
| 974  |

## Образование
- Муниципальное общеобразовательное учреждение Шаминская средняя общеобразовательная школа.

## Достопримечательности
- Шаминская гора ― искусственное каменное строение (близлежащих каменных месторождений обнаружено не было) высотой около 30 метров, находящееся около хутора Шаминка. Также рядом с горой находится несколько частично раскопанных курганов предположительно времён Хазарского каганата[2]. Предположительно гору возвели древние хазары, населявшие эти края в VII—X веках. Некоторые эзотерики считают Шаминскую гору одним из трех мест силы на планете.

Существует легенда, связанная с Шаминской горой. Жители, тогда ещё хутора Червленовского, страдали от ежегодного нашествия змей. Их находили везде, даже в детских кроватках. Однажды в хуторе появился старец, который пообещал увести змей, если с каждого двора соберут по денежке. Старец получив запрашиваемую плату, своим заговором, увел всех змей к подножию Шаминской горы и «запретил» змеям покидать пространство между рекой Сал и подножием горы, расположенной в форме полумесяца.
- Рядом с хутором находятся памятники археологии:[3]
  - Курган «Шаминка I» — в 1,8 км к востоку от хутора.
  - Курган «Шаминка II» — в 1,25 км к северу от хутора.
  - Курганная группа «Шаминка III» (5 курганов) — в 1,2 км к северу от хутора.
  - Курганная группа «Шаминка IV» (6 курганов) — в 1,5 км к северо-западу от хутора.
  - Курганная группа «Шаминка V» (5 курганов) — в 1,7 км к северо-западу от хутора.
  - Курган «Шаминка VI» — в 6,3 км к северу от хутора.